# معماری احیای رنسانس

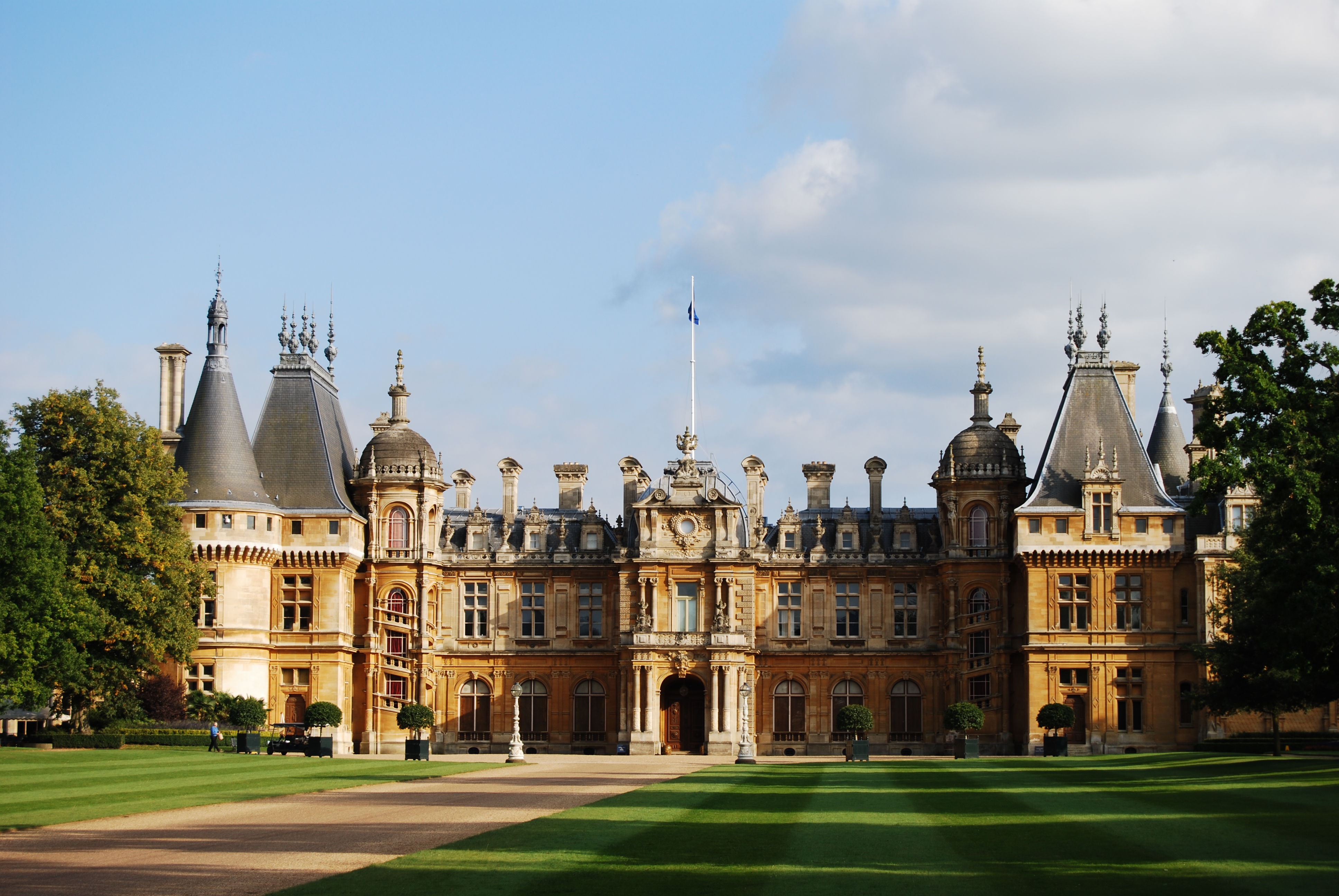
ساختمان وادسدون خانواده روتشیلد، ۱۸۷۴

معماری احیای رنسانس اصطلاحی همه‌جانبه است که بسیاری از سبک‌های احیایی قرن نوزدهم را که نه یونانی و نه گوتیک هستند ولی از بازه گسترده‌ای از سبک‌های کلاسیک ایتالیایی الهام گرفته‌اند در بر می‌گیرد. تحت اصطلاح گسترده معماری رنسانس معماران قرن  نوزدهم و نقادان پای فراتر از سبک‌های معماری که از فلورانس و مرکز ایتالیا در قرن پانزدهم میلادی که به عنوان سیمایی از امانیسم شناخته می‌شد گذاشتند. آنها همچنین از سبک‌هایی را که ما به عنوان منریسم یا باروک می‌شناسیم نیز استفاده می‌کردند. نام  گذاری سبک‌های خود ساخته در اواسط و اواخر قرن  نوزدهم بسیار رایج بود. نئو رنسانس حتی توسط معماران معاصر به سازه‌هایی که دیگران ایتالیایی می‌نامیدند یا سازه‌هایی که بسیاری از ویژگی‌های باروک فرانسوی را داشت نیز گفته می‌شد. گوناگونی فرم های معماری رنسانس در بخش های  مختلف اروپا  مخصوصاً فرانسه و ایتالیا به دشواری فهم سبک نئو رنسانس افزوده است . یک مقایسه بین وسعت خود منبع این عنصر به عنوان مثال ، wollaton hall انگلیسی ، و یا کاخ پیتی ایتالیایی و قلعه چمبورد فرانسوی  و palace of facade روسی که همگی به عنوان رنسانس شناخته شده است  ،نشان می دهد چه تنوعی می‌تواند یک معماری به خصوص داشته باشد .

## ریشه معماری رنسانس
منشأ معماری  رنسانس به  طور کلی  توسط فیلیپو برونلسکی شناخته شد و اعتبار یافت ( ۱۳۳۷_۱۴۴۶) . برونلسکی و هم عصران وی آرزو داشتند نظم بیشتری به معماری وارد کنند و حاصل تقارن قوی و نسبت دقیق می شد . این جنبش به وسیله مشاهدات علمی در طبیعت به خصوص آناتومی بدن رشد کرد . معماری نئو رنسانس نه فقط به وسیله سبک معماری اصیل ایتالیایی همچنین از طریق معماری رنسانس فرانسوی در قرن ۱۶ کم‌کم شکل گرفت . در سال‌های اولیه قرن ۱۶ میلادی فرانسوی ها درگیر جنگ های ایتالیا بودند و می خواستند نه تنها گنجینه های هنر رنسانس را به عنوان غنیمت جنگی داشته باشند همچنین ایده های سبک گرایانه را هم داشته باشند . در دره لوویر موجی از بنای شاتو با استفاده از سبک های سنتی گوتیک فرانسوی اما با تزیینات اشکال رنسانس ایتالیایی ، شامل سنتوری ها ، گذرگاه های طاق دار ، نقش ستون ها و سرستون های دوره رنسانس ایتالیایی ساخته شد . در انگلستان رنسانس تمایل به تجلی در خانه‌های بزرگ و بلند و مربع مانند همچون قصر لانگ لیت هوس داشت . معمولا این نوع ساختمان ها دارای برج های متقارن بودند که به نوعی اشاره به سیر تکاملی معماری برج و بارو دار قرون وسطایی بود . این نوع شاخص در ساخته شده بین سال های ۱۶۰۷ ۱۶۱۱ که برجهای قرون وسطایی با گنبدهای ایتالیایی مشهود است به این دلیل است که بسیاری از ساختمانهای ابتدایی نئو رنسانس در انگلستان اغلب حال و هوای قلعه مانند داشت نسبت به ساختمانهای هم عصر اروپایی خود که می‌توان به آشفتگی سبک‌معماری معماری نئوگوتیک هم پی برد .

## پیدایش نئورنسانس
وقتی معماری احیای رنسانس در میانه قرن ۱۹ مد شد ، اغلب پدیدار گشت نه به شکل اصلی شناخته شده خود که در ایتالیا بود ، بلکه به عنوان ترکیبی از همه فرم ها ، بر طبق امیال معمار و خواسته کارفرما که یک روش معمول در اواسط و اواخر قرن ۱۹ بود . دانش جدید سبک های دنبال روی رنسانس را به عنوان سبک تکلف گرایی یا باروک می شناسد ، دو سبک بسیار متفاوت و حتی متضاد از لحاظ معماری، اما معماران اواسط قرن نوزدهم آنها را به عنوان بخشی از استمرار رنسانس که اغلب ایتالیایی خوانده می‌شدند می‌فهمیدند و آزادانه همگی را ترکیب می کردند ، همچون رنسانسی که اولین بار در کشور های دیگر انجام شده بود . بنابراین تجمیع رنسانس ایتالیایی ، فرانسوی ،فنلاندی و مقداری وامداری از دوره‌های بعد شان می‌تواند سبب دشواری و بحث در تعریف دقیق اشکال گوناگون معماری قرن ۱۹ شود ، تمایز در برخی از فرم های ساختمانهای نئورنسانس فرانسوی از نمونه های به خصوص احیای گوتیک شان می تواند مشکل باشد . زیرا هر دو سبک در طول قرن نوزدهم به طور همزمان محبوب بودند . به عنوان یک نتیجه ، شیوه خودآگاهانه نئورنسانس در سال ۱۸۴۰ آغاز شد و تا سال ۱۸۹۰ این جنبش کم‌کم افول کرد . کاخ صلح لاهه که در سال ۱۹۱۳ با سبک غلیظ نئو رنسانس فرانسوی تکمیل شد ، یکی از آخرین ساختمان‌های برجسته در این سبک بود . چارلز بری با طراحی تراولرز کلوپ و پال مال (۱۸۲۹_۱۸۳۳) سبک نئو رنسانس را به انگلستان معرفی کرد . نمونه‌های اولیه اما معمولی و بومی سبک نو رونسانس شامل منتمورتاورز و شاتو دفرییرز هر دو طراحی شده در دهه ۱۸۵۰ میلادی به وسیله جوزیف پکستن برای یکی از اعضای خانواده بانکدار روتشایلد هم معرف این سبک بودند . نقش مایه های اصیل رنسانسی گرفته شده از معماران متقدم سبک (چهارصد ) رنسانس همچون لئون باتیستا آلبرتی ویژگی ها این سبک را توصیف می‌کند . این نقش مایه ها شامل روستیک کاری ها کنج سنگ کاری ها پنجره‌های قاب شده با فرسب و درهای تاج دار به سنتوری (معماری)ها و تزئین شده با طارمی است . اگر یک ساختمان دارای چندین طبقه بود ،طبقه فوقانی معمولاً پنجره های مربعی کوچک داشت که بیانگر نیم طبقه بودن در طراحی های اصیل رنسانس را بارز می کرد . با این حال سبک نئو رنسانس بعدها خصوصیات سبک‌های رمانسک و باروک را اغلب با شدت بیشتری به کار برد در حالی که در سبک اصیل رنسانس از این موارد پیدا نمی شد. تحسین جان راسکین به شگفتی‌های معماری ونیز و فلورانس در دهه ۱۸۵۰ ، در جلب توجه محققین و طراحان با افزایش آگاهی آنها به وسیله مناظره و بازگشت از نئوکلاسیسم و احیای گوتیک به رونسانس ایتالیایی تاثیر بسزایی داشت . مثل همه سبک های معماری، رنسانس یک شبه شکل نگرفت، بلکه کم‌کم تکامل یافت . یکی از اولین نشانه های ظهور آن ، زندان زنان وورتسبورگ بود که در سال ۱۸۰۹ ساخته شد و توسط پیتر اسپیث طراحی شد . در این ساختمان که شامل سنگ برجسته کاری ها طبقه اول بود که یک قوس نیم‌دایره بزرگ در میان ان قرار داشت ، و همچنین یک رواق مینیاتوری نامعمول به سبک مصری در بالای آن ، و باز در بالای آن ردیف از شش پنجره های بلند قوسی و در بالای آن درست در زیر طرح نگاری بیرون زده سقف ، پنجره‌های کوچک دایره ای طبقه فوقانی خودنمایی می‌کرد . جلوه های این ساختمان شبیه کارهای معمار آمریکایی هنری هابسون ریچاردسون بود گه در دهه ۱۸۸۰ در آمریکا مشغول به کار بود.سبک ریچاردسون در انتها یا در ظهور احیا گرایی ترکیبی شدید ازخصوصیات هر دو سبک رومانسک و رنسانس بود . به عنوان مثال وارهوس مارشال فیلد در شیکاگو نمونه ای از این شرح است. نئو رنسانس اوایل در مونیخ مورد توجه قرار گرفت اغلب یک نوع اقتباس مستقیم از Italian palazzi . ابتدا در palace leuchtenberg در سال ۱۷۲۱ توسط لئو فن کلنتسه ظاهر گشت و سپس بعنوان یک سبک دولتی تحت سلطنت لودویگ یکم بایرن برای چندین نقاط دیدنی همچون آلته پیناکوتک در سال ۱۸۲۶ و بال کونیگبائو رزیدنس مونیخ در سال ۱۸۳۵ و همچنین کتابخانه ایالتی باواریا در ایالت باواریا ۱۸۳۱ مورد اقتباس قرار گرفت . در حالی که می توان شروع دوره رنسانس را با سادگی و بی تکلفی آن تعریف کرد آنچه که بعد ها آمده در طراحی آن بسیار زینت‌بخش بود . این دوره می تواند به وسیله بعضی از بزرگ ترین سالن های اپرای اروپایی همچون سالن تئاتر گوتفرید زمپر در وین و سالن اپرای وی در درسدن مشخص باشد . این شکل تزیین بخش نئو رنسانس ریشه در فرانسه ، گاهی اوقات به عنوان (امپراتوری دوم) نیز شناخته می‌شود ، و تاکنون نیز برخی از عناصر باروک را در خود گنجانده است . تا سال ۱۸۷۵ آن را به سبک پذیرفته شده در انواع ساختمانهای عمومی و اداری تبدیل شده بود . در انگلستان ، جایی که جورج گیلبرت اسکات طراحی ساختمان وزارت امور خارجه بریتانیا را بر اساس این سبک بر عهده داشت، از بعضی خصوصیات معماری پالادین هم در آن استفاده کرده بود . با شروع ساخت درخت خانه سانسوسی ۱۸۵۱ در آلمان ، سبک نئو رنسانس تبدیل به یک سبک استاندارد و ملزوم برای انواع دانشگاه ها و ساختمان های عمومی ، بانکها و موسسه های مالی و همچنین ویلا های شهری شده بود . از برجسته ترین نمونه های این سبک میتوان به ویلا میایر در درسدن ،ویلاهاوس در در هسن ، پالائس بورسیک در برلین و ویلا میسنر در لایپزیک اشاره کرد . نسخه آلمانی نئورنسانس در پروژه سخت و طاقت فرسای تالار شهر هامبورگ ۱۸۸۶ و رایشس تاگ در برلین به حد اعلای خود رسید .این سبک با نام های برجسته ای همچون رودولف ایتلبرگر ، بنیانگذار هنر و صنایع دستی وین (امروزه هنرهای کاربردی وین) این سبک با استقبال ویژه‌ای در وین روبرو شد، جایی که خیابان ها و ساختمان ها که به سبک نو رنسانس، ولی در واقع مجموعه کلاسیک از عناصری که به طور آزادانه از دوره‌های مختلف تاریخی وام گرفته شده بودند، ساخته شد . همچنین در پادشاهی مجارستان، سبک نئو رنسانس در دهه‌های ۱۸۷۰ و ۱۸۸۰ محبوب بود . در پایتخت روبه‌رشد مجارستان یعنی بوداپست ، بسیاری از ساختمانهای عمومی مهم در سبک نئو رنسانس ساخته شدند همچون باسیلیکای سنت استفان و خانه ملی اپرای مجارستان .ساختمان های واقع در خیابان آندراشی مجموعه برجسته از سبک نو رنسانس در اواخر دهه های قرن نوزدهم است . مشهور ترین معمار مجارستانی آن دوره ، میکلوس یپل معماری نئورنسانس را در کارهایش ترجیح می‌داد . در روسیه این سبک توسط آگوست دموند فراند در دمیدوف هاوس ۱۸۳۵ پیشگام بود . وی اولین کسی در سن پترزبورگ بود که برخلاف روش کلاسیک، از روش (یک نما در یک طبقه) استفاده کرد که کل ساختمان با وجودی که هر طبقه یک نوع تزئینات به خصوص داشت را همچون یک واحد یکدست نشان می دهد. کنستانتین تون معروفترین معمار روسی ان دوره، به کرات از عناصر معماری ایتالیایی در کاخ بزرگ کرملین برای تزئینات داخلی ان استفاده کرد، با نما سازی سخت و برجسته در طبقه همکف که یادآور ایتالین پلازای قرن شانزدهم بود .این سبک توسط معماران ساختمان ولادیمیر پالاس( ۱۸۷۲) بسط داده شد و در ساختمان موزه استیگلیتز( ۱۸۹۶) به اوج خود رسید. در مسکو سبک نئورنسانس کمتر نسبت به پایتخت شمالی رایج بود گرچه فضای داخلی نئوموسکویچ ساختمان شورای شهر دوما (۱۸۹۲) با تاکید بر تزئینات فلورانسی و ونیزی اجرا گردید. درحالی که نئورنسانس در درجه اول با ساختمان های غیر مذهبی در ارتباط است، پرنس یوسپف دستور داد که فضای داخلی کلیسای کاخ شان در نزدیکی مسکو (۱۹۱۹) به تقلید دقیق از کلیساهای ونیزی قرن شانزدهم تزیین شود. این سبک در آمریکای شمالی گسترش یافت تا جایی که به یکی از سبک های محبوب بومی آمریکایی های متمول مبدل گشت. قصر بریتز در نیوپورث رودایلند محل اقامت خانواده وندربیلت بود که توسط ریچارد موریس هانت در سال ۱۸۹۲ طراحی گردید. این کاخ و عمارت های همعصرش در عصر طلایی ایالات متحده نشان دهنده جاه طلبی های اقشار ثروتمند آمریکایی بخاطر همترازی و برتری جویی در مقابل سبک های زندگی متظاهر اشراف زادگان اروپایی بود. در نیمه دوم قرن خیابان پنجم در نیویورک پر شده بود از ساختمان ها با سبک رنسانس فرانسوی و ایتالیایی که همگی با سبک نئورنسانس طراحی شده بود. بسیاری از آنها از آن زمان تخریب شده اند.

## خصوصیات معماری احیای رنسانس
یکی از ویژگی های به کرات کپی شده از معماری رنسانس، راه پله های عظیم از شاتوی سلطنتی بلوآ و قلعه چمبورد بود. عمارت بلوآ در طول عصر رنسانس محل اقامت محبوب پادشاهان فرانسه بوده است. بخش عمارت مربوط به فرانسوای اول در سال ۱۵۲۴ تکمیل گشت که راه پله ها جزو اساسی در نمونه های اولیه رنسانس فرانسوی است. معماری رنسانس فرانسوی ترکیبی از سبک متقدم گوتیک همراه با تاثیر شدید از سبک ایتالیایی است که با قوس ها و دالان ها، طارمی ها و در کل یک خط سیر طراحی که در سبک گوتیک نمایان بوده است. راه پله های فاتحانه عمارت بلوآ بیشتر تقلیدی بود از را ه پله های دوبل قدیمی قلعه چمبورد که چند سال قبل از آن ساخته شده بود. یک راه پله عظیم، حال با تقلید از قصر بلوآ یا عمارت فارنز و یا عمارت های ماقبل خودش، یکی از خصوصیات طراحی نئورنسانس بود .این نوع راه پله ها به یک خصوصیت معمول نه فقط برای تزئینات داخل همچنین برای طراحی بیرون هم بود. اما از آنجاییکه در قصر بلوآ راه پله به نوعی باز بوده به عناصر قرن نوزدهم، استفاده جدید و نواورانه از شیشه قادر بود که آنها را در مقابل باد و باران محافظت کند و یک جور سبک فضای باز رنسانس باشد در حالی که این راه پله ها در داخل ساختمان قرار داشت. استفاده بیشتر و بی باک تر از شیشه همچنین قادر میسواخت که حیاط های باز همراه با دالان های رنسانسی همچون سالن های بلند با سقف شیشه ای ، بازتولید شود .این ویژگی ها در برج منتمور و در مقیاس بزرگتر در دانشگاه تکنولوژی ورشو که فضای بزرگ شیشه ای که شامل یک راه پله سنگی میشد، مشهود است. اما با وجودی که رنسانس در روح کلی نمای راه پله دانشگاه ورشو مشهود نیست، اما در سبک ستون دار پله های ساختمان کیرنلی که طراح ان اتاوانیو نونی بود که برای پاپ گریگوری سیزدهم ساخته شد ، مشهود تر است. بنابراین نشان می دهد که معماران بدون در نظر گرفتن مکان جغرافیایی خود، آزادانه هر نوع عنصر را از هر کجا که میخواستند به کار می گرفتند.

## نگارخانه

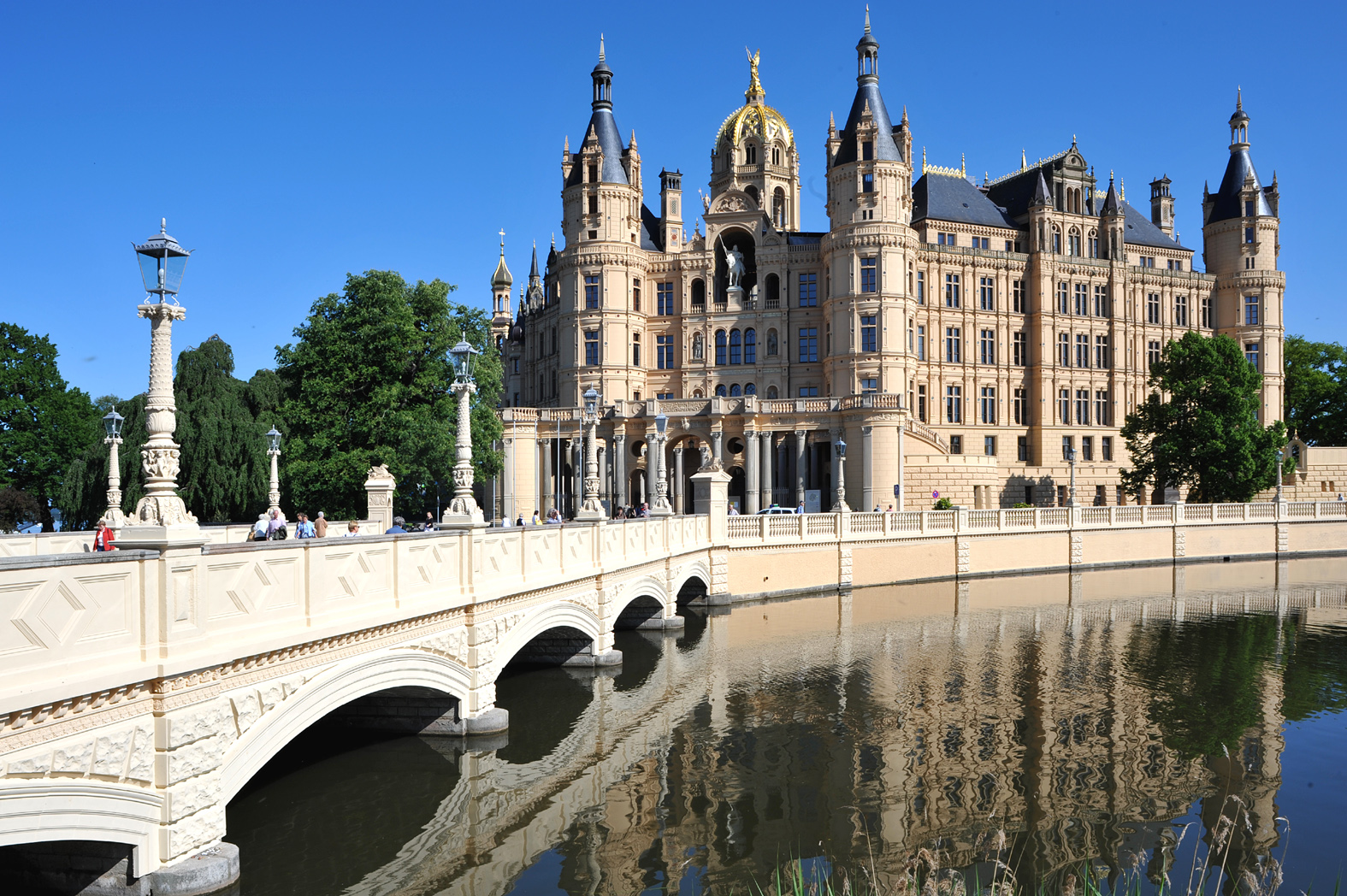
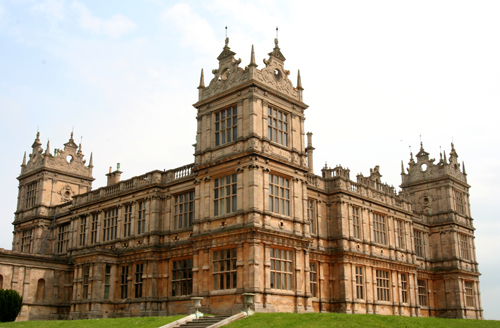
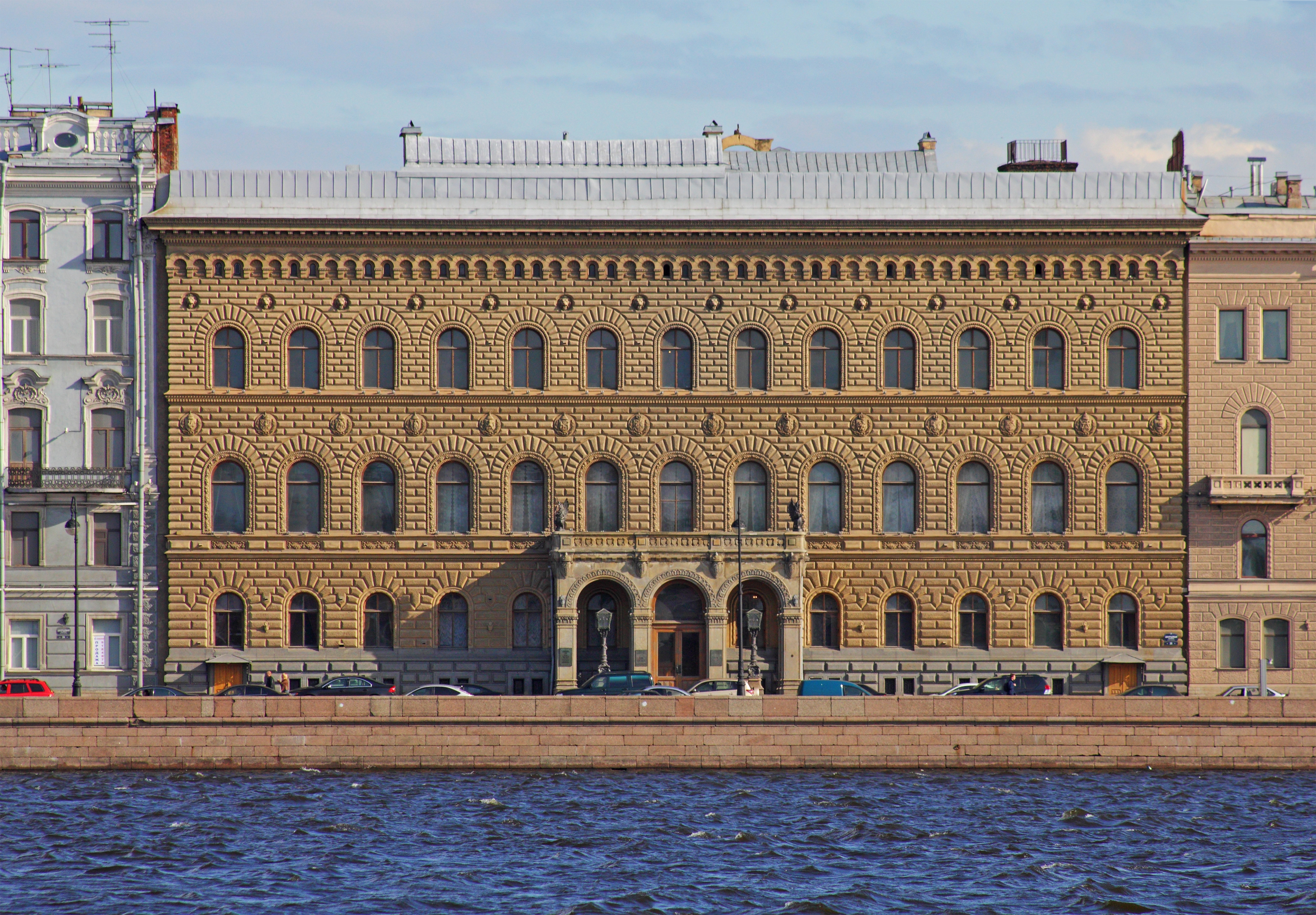
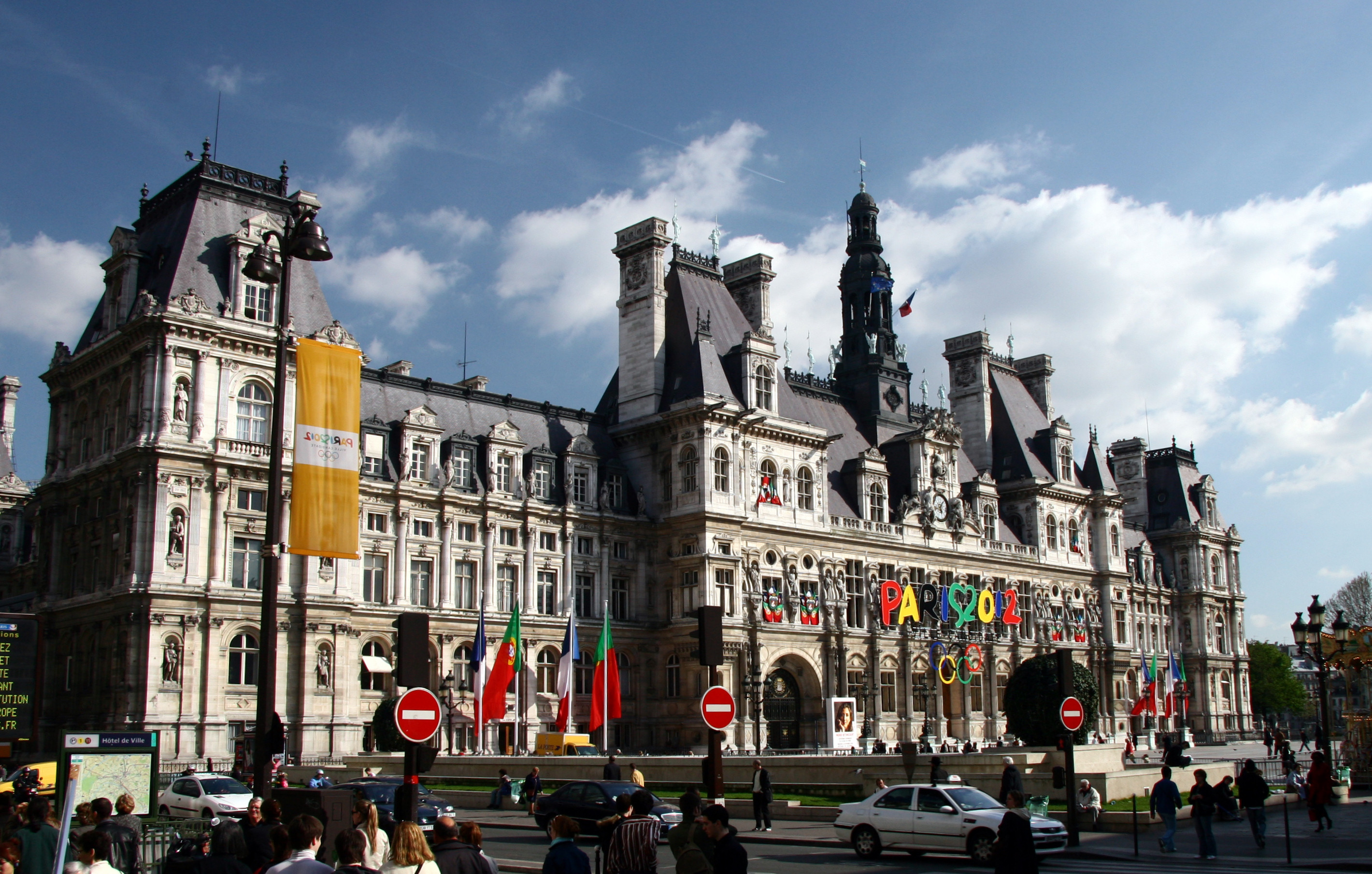
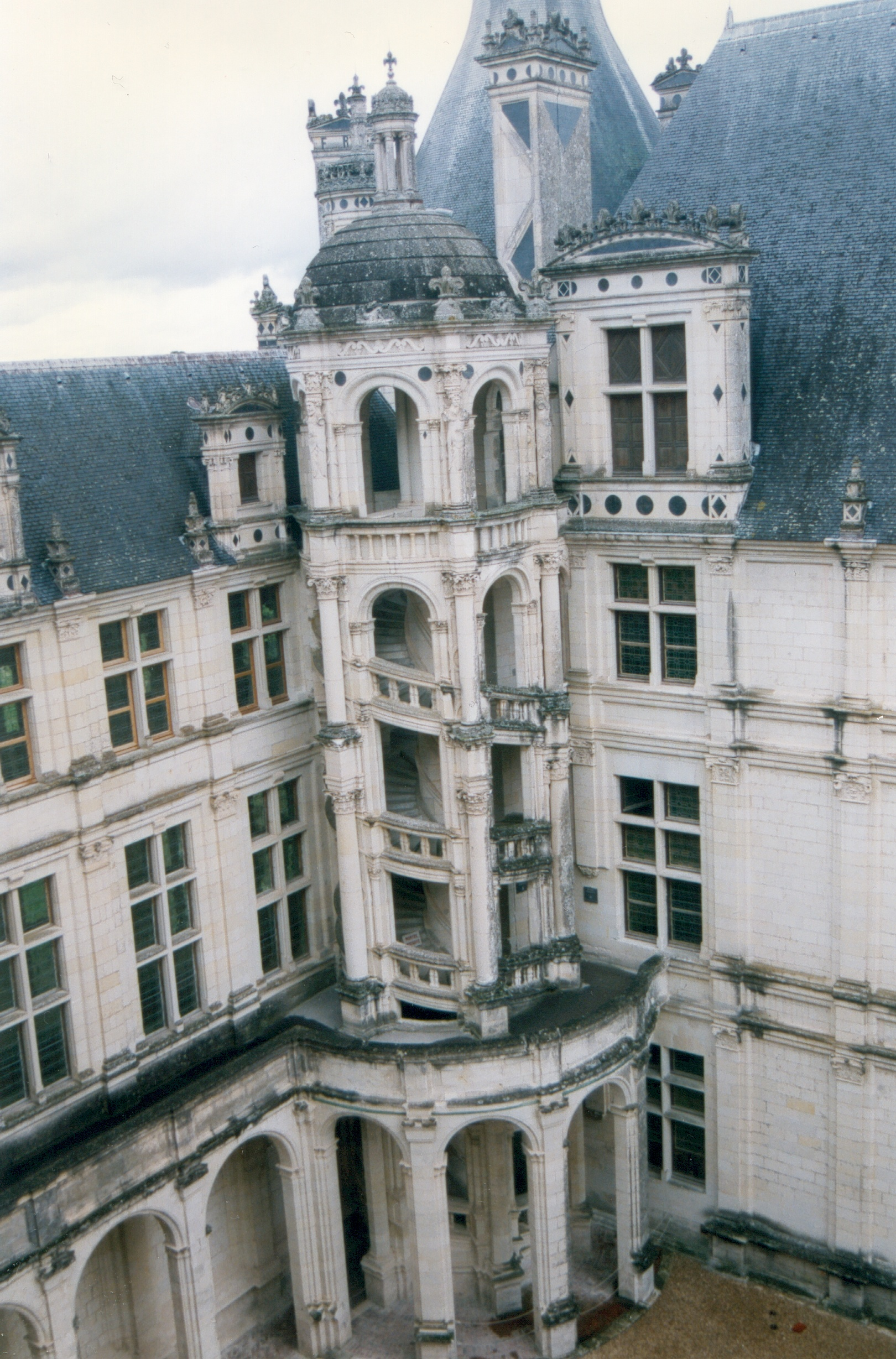

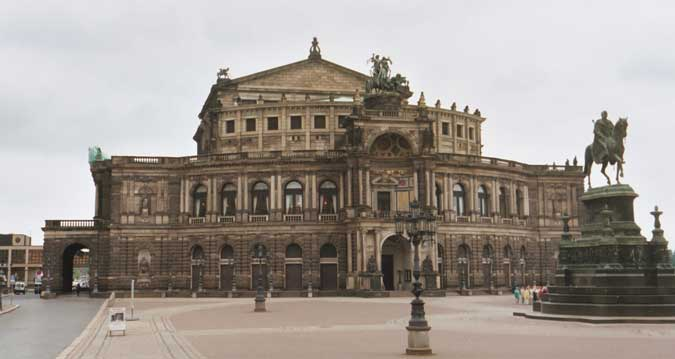
سمپروپر، درسدن آلمان ۱۸۷۰, باروک